# 灣仔 (選區)
灣仔（英語：Wan Chai，代號B1）是香港灣仔區議會下轄的選區，2023年設立，定為雙議席選區。

## 範圍
現時選區包括灣仔、銅鑼灣、大坑及跑馬地，即灣仔區全區，與其接壤的選區有東區區議會的太北以及南區區議會的南區東南選區。
投票站設有十四個，分別位於軒尼詩道官立小學、鄧肇堅維多利亞官立中學、堅拿道香港婦協郭得勝服務中心、摩頓臺灣仔區文娛康樂體育會、皇仁書院、勵德邨邨榮樓有蓋停車場、摩頓臺港灣婦女會、中華基督教會公理書院、禮頓山社區會堂、黃泥涌體育館、瑪利曼中學、香港青少年服務處成和青少年中心、灣仔郵政局、溫莎公爵社會服務大廈。

## 沿革
2023年香港選舉改革將區議會所有單議席選區取消，灣仔區定為一個雙議席選區，共選出兩席民選議員。灣仔選區由原有單議席的軒尼詩、愛群、鵝頸、銅鑼灣、維園、天后、大坑、渣甸山、樂活、跑馬地、司徒拔道、修頓、大佛口選區合併而成。
2023年區議會選舉，估算人口有125,233人，選民有76,730人，吸引到五人參選。

## 歷屆議員
| 選區名稱 | 屆別           | 議員   | 政治聯繫 | 政治聯繫 | 議員   | 政治聯繫 | 政治聯繫 |
| -------- | -------------- | ------ | -------- | -------- | ------ | -------- | -------- |
| 灣仔     | 2024年－2027年 | 穆家駿 |          | 民建聯   | 李碧儀 |          | 港島聯   |

## 歷屆選舉結果
| 政党   | 政党             | 候选人    | 票数  | %     | ± |
| ------ | ---------------- | --------- | ----- | ----- | - |
|        | 自由黨           | ①. 宋芝齡 | 3,043 | 14.91 |   |
|        | 新民黨           | ②. 黃守東 | 3,392 | 16.62 |   |
|        | 獨立             | ③. 李文偉 | 957   | 4.69  |   |
|        | 香港島各界聯合會 | ④. 李碧儀 | 6,331 | 31.01 |   |
|        | 民建聯           | ⑤. 穆家駿 | 6,691 | 32.78 |   |
| 多数票 | 多数票           | 多数票    | 2,939 | 14.40 |   |

## 資料來源
1. ↑   (PDF).   [2023年8月23日]. （原始内容 (PDF)存档于2023年10月20日） （繁体中文）.
2. ↑   (PDF).   [2023年11月17日].
3. ↑   (PDF). 選舉管理委員會. 2023-07-11  [2023-08-23]. （原始内容存档 (PDF)于2023-10-14）.
4. ↑   (PDF).   [2023-11-17]. （原始内容存档 (PDF)于2023-11-16）.
5. ↑   (PDF).   [2023-08-23]. （原始内容存档 (PDF)于2023-10-20）.
6. ↑   (PDF).   [2023-11-17]. （原始内容存档 (PDF)于2024-01-03）.